# 长青乡 (衡山县)
长青乡，是中华人民共和国湖南省衡陽市衡山县下辖的一个乡镇级行政单位。2015年11月18日，白果镇、长青乡成建制合并设立白果镇。

## 行政区划
长青乡下辖以下地区：
长青村、万丰村、万家村、新庄村、高兴村、高阡村、珍美村、兵干村、竹山村、延兴村、晓岚村、荆洲村、长碧村、百妙村、荷塘冲村和梅木村。